# Biosphärenreservat Tsá Tué
Das Biosphärenreservat Tsá Tué (englisch Tsá Tué Biosphere Reserve, französisch Réserve de biosphère du Tsá Tué) ist ein im Jahr 2016 von der UNESCO, nach dem Programm Der Mensch und die Biosphäre (englisch Man and the Biosphere Programme (MAB)), anerkanntes Biosphärenreservat. Es liegt in den kanadischen Nordwest-Territorien und sein Zentrum ist der Große Bärensee.
Das Biosphärenreservat Tsá Tué ist eines von derzeit 19 Biosphärenreservaten in Kanada. Das Biosphärenreservat ist das mit weitem Abstand größte der kanadischen Biosphärenreservate und liegt von all diesen am weitesten im Norden.